# Elite Ice Hockey League 2007/08
Die Saison 2007/08 war die fünfte Spielzeit der Elite Ice Hockey League, der höchsten britischen Eishockeyspielklasse. Erster der regulären Saison und somit Britischer Meister wurden die Coventry Blaze, während sich die Sheffield Steelers in den Playoffs durchsetzten.

## Modus
In der regulären Saison absolvierte jede der zehn Mannschaften insgesamt 54 Spiele. Der Erstplatzierte wurde Britischer Meister. Die acht bestplatzierten Mannschaften qualifizierten sich für die Playoffs, in denen der Playoff-Sieger ausgespielt wurde. Für einen Sieg nach regulärer Spielzeit und nach Overtime erhielt jede Mannschaft zwei Punkte, für eine Niederlage nach Overtime einen Punkt und für eine Niederlage nach der regulären Spielzeit null Punkte.

## Reguläre Saison

### Tabelle
|     | Klub                | Sp | S  | OTS | OTN | N  | Tore    | Punkte |
| --- | ------------------- | -- | -- | --- | --- | -- | ------- | ------ |
| 1.  | Coventry Blaze      | 54 | 36 | 5   | 2   | 11 | 217:127 | 84     |
| 2.  | Sheffield Steelers  | 54 | 33 | 5   | 2   | 14 | 190:128 | 78     |
| 3.  | Nottingham Panthers | 54 | 30 | 3   | 3   | 18 | 172:133 | 69     |
| 4.  | Belfast Giants      | 54 | 29 | 4   | 2   | 19 | 184:150 | 68     |
| 5.  | Newcastle Vipers    | 54 | 24 | 4   | 4   | 22 | 159:174 | 60     |
| 6.  | Cardiff Devils      | 54 | 23 | 3   | 3   | 25 | 164:174 | 55     |
| 7.  | Manchester Phoenix  | 54 | 20 | 3   | 3   | 28 | 162:179 | 49     |
| 8.  | Edinburgh Capitals  | 54 | 16 | 3   | 3   | 32 | 155:208 | 41     |
| 9.  | Basingstoke Bison   | 54 | 13 | 3   | 5   | 33 | 172:224 | 37     |
| 10. | Hull Stingrays      | 54 | 12 | 1   | 7   | 34 | 119:197 | 33     |

Sp = Spiele, S = Siege, U = Unentschieden, N = Niederlagen, OTS = Overtime-Siege, OTN = Overtime-Niederlage, SOS = Penalty-Siege, SON = Penalty-Niederlage

## Playoffs

### Viertelfinale
- Edinburgh Capitals – Coventry Blaze 0:1/2:3
- Belfast Giants – Newcastle Vipers 3:5/3:2 n. P.
- Sheffield Steelers – Manchester Phoenix 5:4/4:4
- Nottingham Panthers – Cardiff Devils 3:4/3:3

### Halbfinale
- Coventry Blaze – Newcastle Vipers 4:2
- Sheffield Steelers – Cardiff Devils 2:1

### Finale
- Coventry Blaze – Sheffield Steelers 0:2